# گلنمور پارک، نیو ساوت ولز
گلنمور پارک (به انگلیسی: Glenmore Park) یک حومه شهر در استرالیا است که در نیو ساوت ولز واقع شده‌است.